# Новосёлка (Лугинский район)
Новосёлка (укр. Новосілка) — село на Украине, основано в 1888 году, находится в Лугинском районе Житомирской области.
Код КОАТУУ — 1822885204. Население по переписи 2001 года составляет 106 человек. Почтовый индекс — 11303. Телефонный код — 4161. Занимает площадь 0,65 км².

## История
В 1946 году указом ПВС УССР село Новая Макаковка переименовано в Новосёлку.

## Адрес местного совета
11330, Житомирская область, Лугинский р-н, с. Староселье, ул. Молодёжная, 11